# Phygadeuon crassus
Phygadeuon crassus är en stekelart som först beskrevs av Perkins 1962.  Phygadeuon crassus ingår i släktet Phygadeuon och familjen brokparasitsteklar. Arten är reproducerande i Sverige. Inga underarter finns listade i Catalogue of Life.